# San Domenico Soriano
Con il nome San Domenico in Soriano si definisce un particolare soggetto iconografico in cui sono raffigurati la Vergine Maria, Santa Maria Maddalena, Santa Caterina d'Alessandria nell'atto di donare un'immagine di San Domenico di Guzman, fondatore dell'Ordine dei Predicatori, ad uno o più fratelli domenicani.
La scena rappresenta un evento avvenuto nella notte del 15 settembre 1530 nel convento domenicano di Soriano Calabro. Si narra come un certo fra Lorenzo da Grotteria avesse in quella notte ricevuto dalle celesti figure regali femminili una tela del santo fondatore dell'ordine di Tommaso Campanella e Giordano Bruno, San Tommaso d'Aquino e Girolamo Savonarola.
Sottoposto a esame canonico nel 1609, il culto venne autorizzato da papa Urbano VIII.
L'immagine, sopravvissuta ad un terribile terremoto del 1783, ha oggi un culto diffuso in tutto il mondo.

## Luoghi in cui si venera l'effige di San Domenico Soriano
- Napoli: Chiesa di San Domenico Soriano
- Toscana: Provincia di Pisa, Casciana Terme Lari, Santuario di San Martino in Petraja a Casciana Terme
- Toscana: Provincia di Prato, Prato, Chiesa di San Domenico

## Rappresentazione artistiche del soggetto

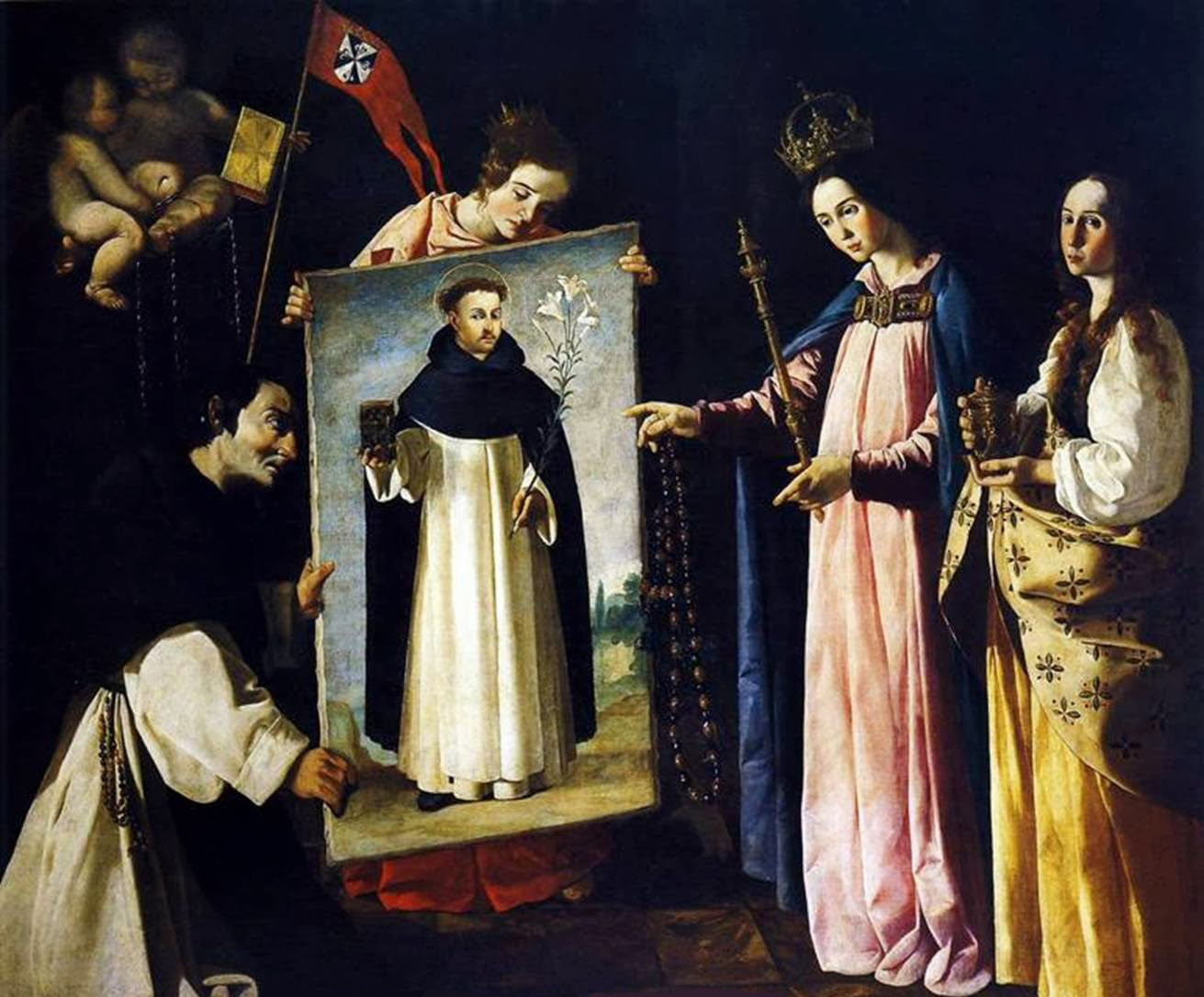
Francisco de Zurbarán
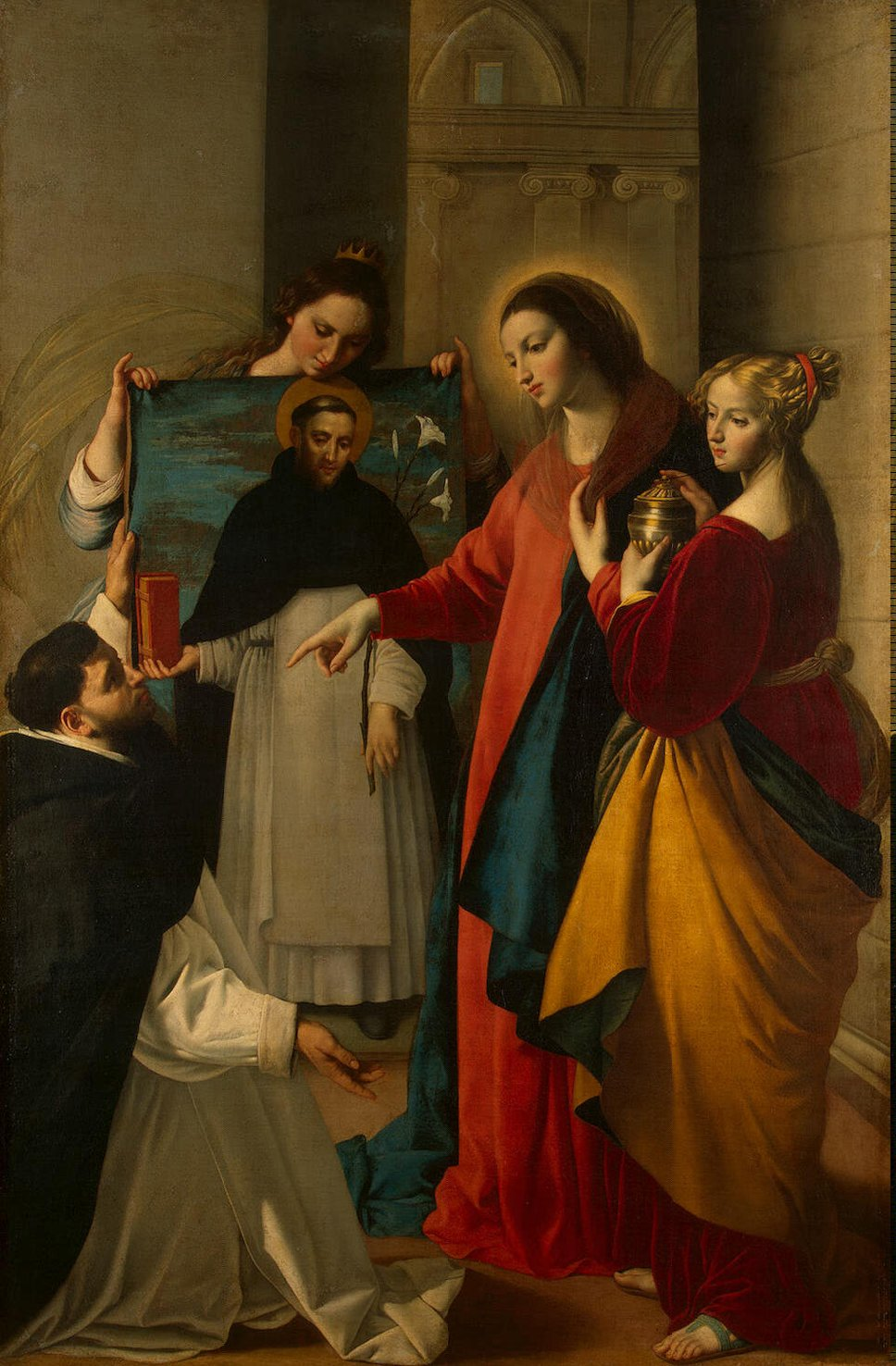
Juan Bautista Maíno
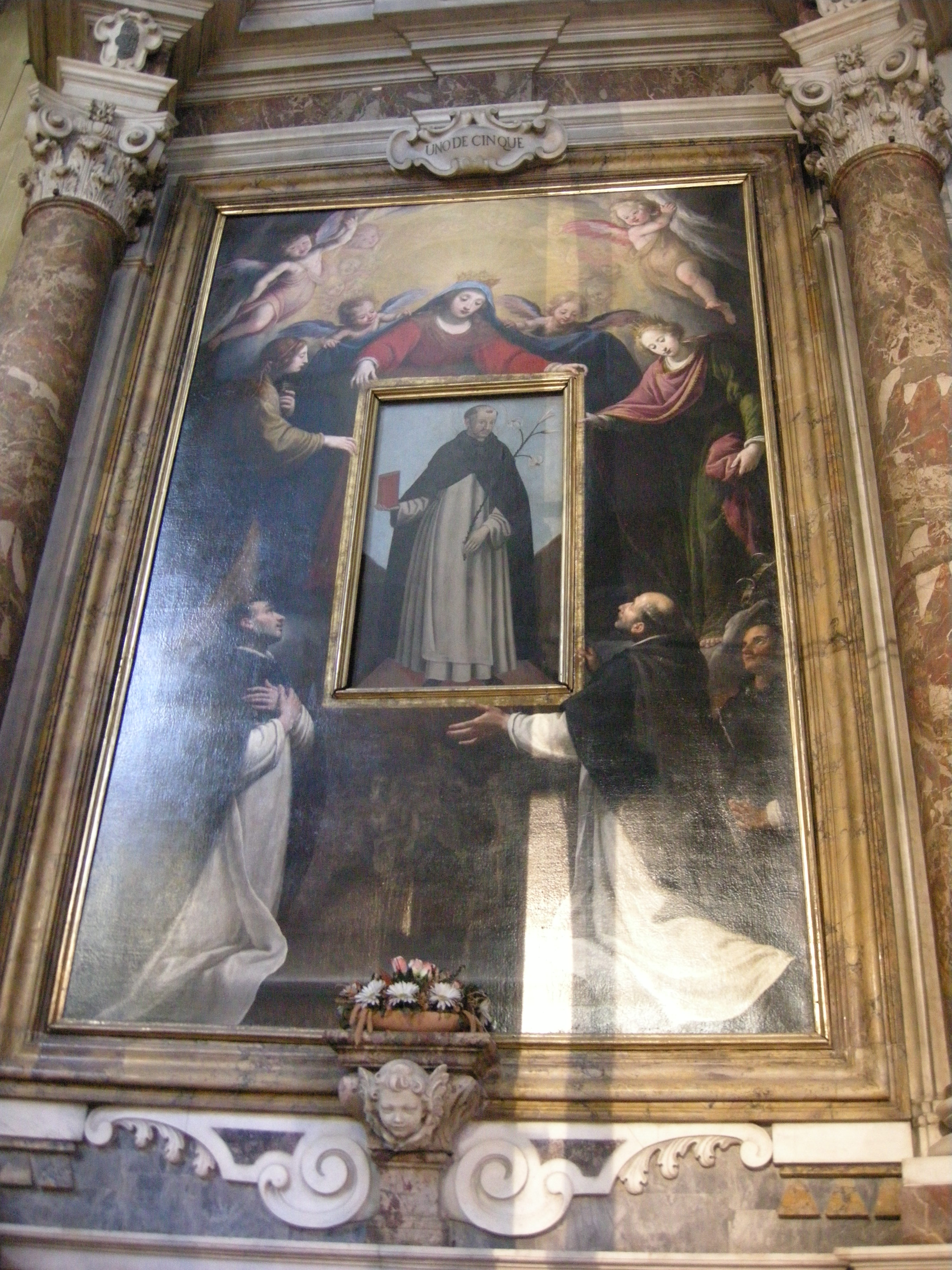
Matteo Rosselli
Jacopo Vignali

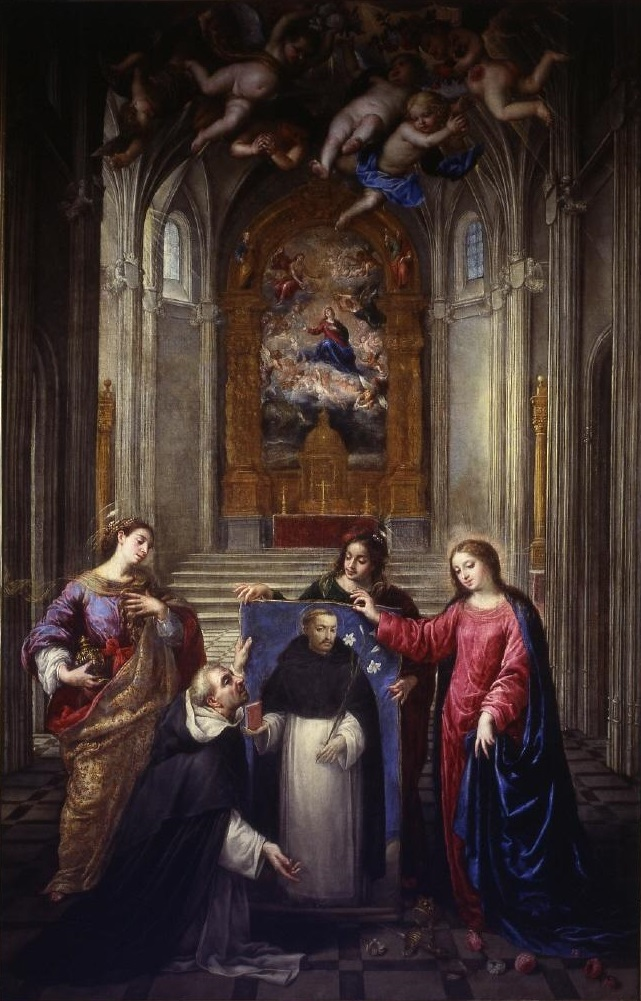
Antonio de Pereda
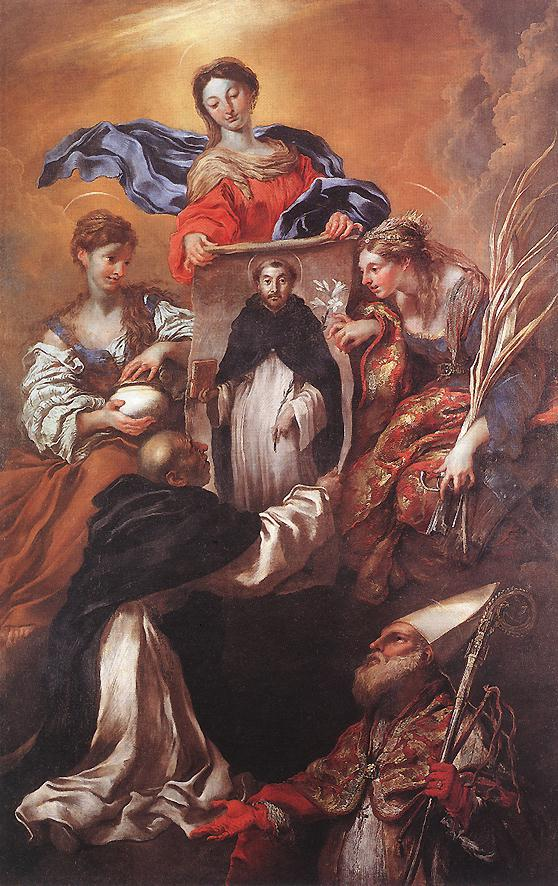
Giovanni Benedetto Castiglione
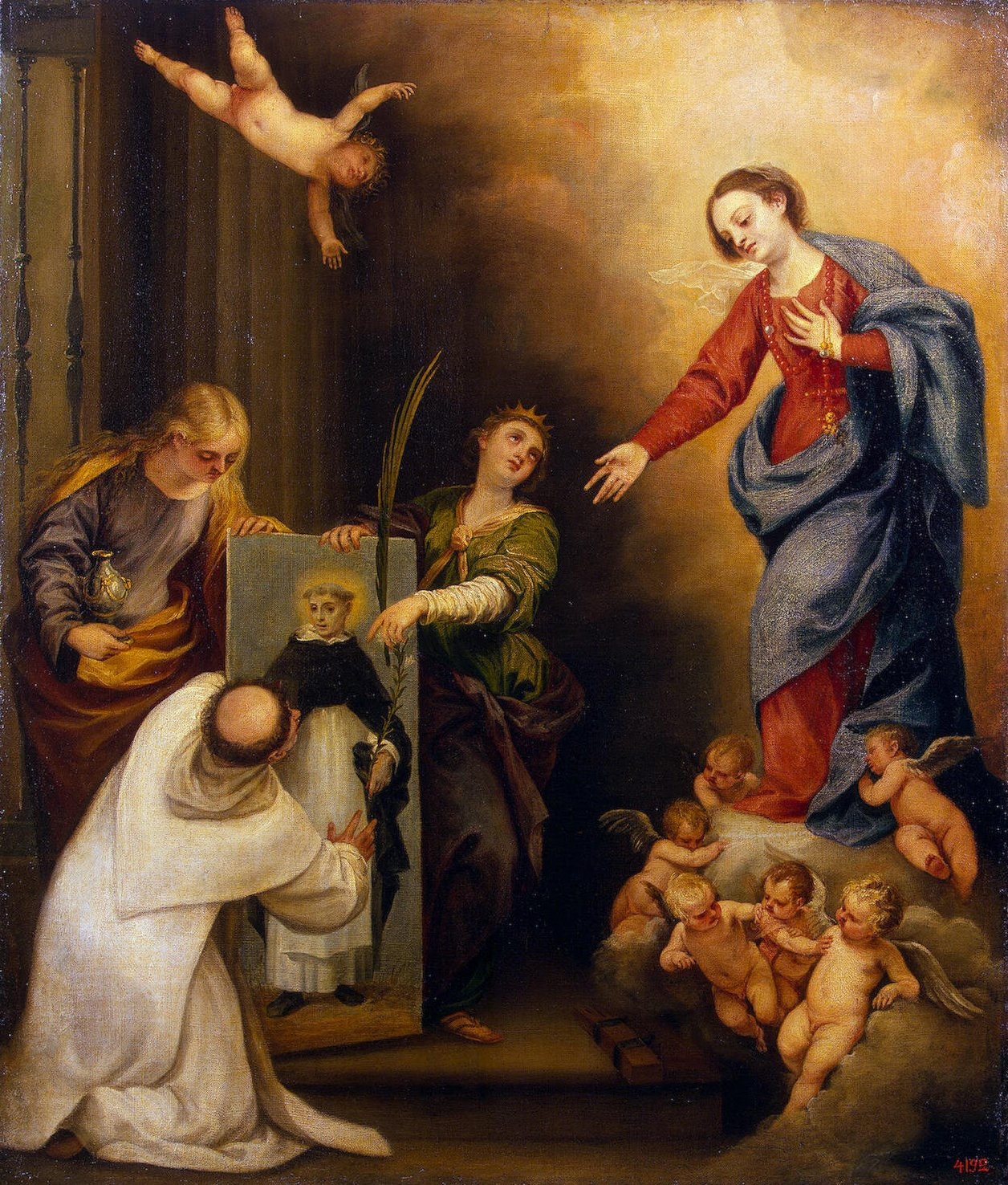
Pedro Atanasio Bocanegra
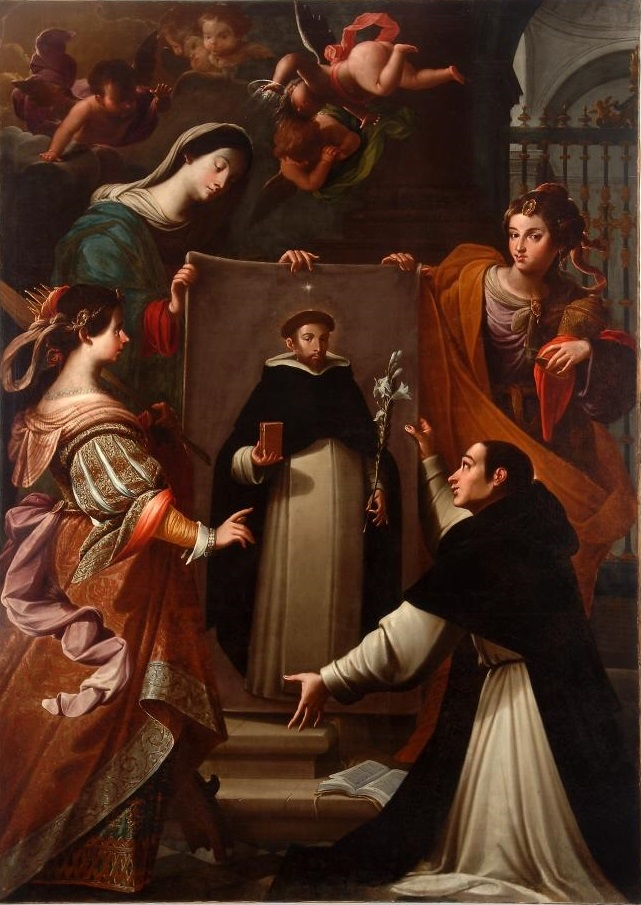
Andrés Amaya